# Topsel
Topsel – żagiel zaliczany do żagli dodatkowych. Jest górnym żaglem przymasztowym. Jest on rozpinany pomiędzy gaflem, a stengą masztu. Ze względu na krój oraz sposób rozpinania rozróżnić można trzy rodzaje topsla: topsel trójkątny stawiany za pomocą dwóch rejek, topsel trójkątny stawiany bezpośrednio do stengi masztu (bez rejek) oraz topsel czworokątny stawiany na jednej rejce (rejka nad likiem górnym – patrz lik). Żagle górne (w tym topsel) jako podnoszone w zasadzie tylko przy dość słabych wiatrach wykonuje się z cieńszej tkaniny niż żagle dolne (fok, grot, bezan). Do obsługi topsla służą trzy liny: fał topsla, hals topsla oraz szot topsla.